# Newton, Illinois
Newton là một thành phố thuộc quận Jasper, tiểu bang Illinois, Hoa Kỳ. Năm 2010, dân số của thành phố này là 2849 người.

## Dân số
Dân số qua các năm:
- Năm 2000: 3069 người.
- Năm 2010: 2849 người.